# 서울성북소방서
서울성북소방서(서울城北消防署, Seoul Seonghbuk Fire Station)는 서울특별시 성북구를 관할하는 서울특별시 소방재난본부 산하의 소방서이다.
소방서장은 소방정으로 보한다.

## 연혁
- 1974년: 서울북부소방서로 개서
- 1989년: 서울성북소방서로 변경

## 조직
| - 소방행정과 - 소방행정팀 - 장비회계팀 - 홍보교육팀 | - 재난관리과 - 대응총괄팀 - 구조팀 - 구급팀 | - 예방과 - 예방팀 - 검사지도팀 - 위험물안전팀 | - 현장대응단 - 지휘팀 - 진압대 - 구조대 |

## 관할센터 및 관할구역
서울성북소방서는 3개의 119안전센터와 1개의 현장대응단을 산하에 두고 있다.
| 명칭                      | 사진 | 주소                   | 관할구역                                                           | 지역대 |
| ------------------------- | ---- | ---------------------- | ------------------------------------------------------------------ | ------ |
| 서울성북소방서 현장대응단 |      | 종암로27길 3 (종암동)  | 종암동, 상월곡동, 하월곡동, 안암동, 돈암1동 단, 구조는 성북구 일원 |        |
| 돈암119안전센터           |      | 보문로 192 (삼선동4가) | 돈암2동, 삼선동, 성북동, 보문동, 동선동, 동소문동                  |        |
| 길음119안전센터           |      | 정릉로 321 (길음동)    | 정릉동, 길음동                                                     |        |
| 장위119안전센터           |      | 한천로 640 (장위동)    | 장위동, 석관동                                                     |        |

## 같이 보기
- 대한민국 소방청
- 대한민국의 소방
- 대한민국 소방공무원